# Balogh Anna
Balogh Anna (1976. március 22. –) magyar színésznő.

## Egyetem előtti évek
Általános iskolai tanulmányait a tatai Vaszary János Általános Iskolában végezte. Középiskolába szintén Tatán, az Eötvös József Gimnáziumba járt. 1996-ban megkapta Sybil Vane szerepét a Rock Színház Dorian Gray című darabjában. Ezzel a darabbal a társulat kijutott külföldre is, így lehetősége volt játszani Hollandiában, Németországban és Svájcban. Narrátornő volt a József és a színes szélesvásznú álomkabát darabban a Tatabányai Jászai Színházban, és Sheila-ként is megmutatkozott Mészáros Árpád Zsolt oldalán a Veszprémi Petőfi Színházban.
2001-ben sikeresen felvételizett a Színház- és Filmművészeti Egyetem operett-musical színész szakára. Osztályvezető tanára Kerényi Imre volt. Osztálytársai voltak: Dolhai Attila, Fila Balázs, Holecskó Orsolya, Kerényi Miklós Máté, Nagy Lóránt, Nagy Sándor, Nádasi Veronika, Ömböli Pál, Peller Anna, Posta Victor, Szegő Adrienn, Szemenyei János, Szőcs Artur, Tompos Kátya, Wégner Judit, Zöld Csaba. Másodéves egyetemista korában főszerepet kapott a Kinizsi Ottó rendezte Szerelmes levelek című darabban, melyet a Budapesti Kamaraszínházban mutattak be.

## Pályája 2005 után
A diploma megszerzése óta szabadúszó színésznőként tevékenykedik. Számos komoly, főbb szerepet alakított már neves színházakban. A legtöbb alakítása a Madách Színházhoz, a Győri Nemzeti Színházhoz és a Centrál Színházhoz, József Attila Színházhoz kapcsolódik. 2011-től Békéscsabai Jókai Színházban is játszik. 2013 tavaszán az Orfeumban Cole Porter életét bemutató esten Linda Portert játssza. 2013-ban játszik a MÜPA Recirquel produkciójában, a Cirkusz az éjszakában mint Narrátor. A József Attila Színházban az Arthur Miller:Édes fiaim című előadásban Annet és a Munkácsy a festőfejedelem című musicalben Munkácsynét alakítja. 2014-ben megkapta a Mamma Mia! musicalben Rosie szerepét mely a Madách Színházban került bemutatásra. 2015-ben megkapta a Les Misérables – Nyomorultak című musicalben Thénardierné szerepét, melyet 2016 áprilisában mutatnak be szintén a Madách Színházban. A prózai és a zenés szerepek mellett szinkrontevékenységet is folytat.

## Színházi szerepei
- 1996. Dorian Gray: Sybil Vane – Németország, Hollandia, Svájc
- 1998. Chicago: Annie, József Attila Színház
- 2000. Hegedűs a háztetőn, Madách Színház
- 2000. József és a színes szélesvásznú álomkabát : Narrátornő, Tatabányai Jászai Színház
- 2001. Hair: Sheila, Veszprémi Petőfi Színház
- 2003. Szerelmes levelek: Melissa, Budapesti Kamaraszínház
- 2004. János vitéz, Pesti Színház
- 2004. Egy pohár víz, Madách Színház
- 2005. Miss Saigon: Ellen, Győri Nemzeti Színház
- 2005. Édes fiaim: Ann Dever, Madách Színház
- 2005. Egy pohár víz: Anna királynő, Madách Színház
- 2005. Hegedűs a háztetőn: Cejtel, Madách Színház
- 2005. Volt egyszer egy csapat: Bernadette, Madách Színház
- 2006. A vöröslámpás ház: Tekla, Győri Nemzeti Színház
- 2006. Én és a kisöcsém: Piri, Körúti Színház
- 2006. Chicago: Roxie Hart, Révkomáromi Jókai Színház
- 2006. Chicago: Roxie Hart, Szolnoki Szígligeti Színház
- 2006. Antigóné-tükör: Antigóné, Haimón, Eurüdike – Merlin Színház
- 2006. Volt egyszer egy csapat: Christine Warner, Madách Színház
- 2006. Casanova night-musical: Bettina & Charpillon
- 2007. Chicago: Velma Kelly, Győri Nemzeti Színház
- 2007. Vámpírok bálja: Magda, Magyar Színház
- 2008. Othello Gyulaházán: Pálmai Viola, József Attila Színház
- 2008. Ájlávju...de jó vagy légy más!: Második nő, Vidám Színpad
- 2008. Képzelt riport egy amerikai popfesztiválról: Beverly, Győr
- 2008. A velencei kalmár: Salarino, Keszthelyi Nyári Játékok
- 2008. A velencei kalmár: Salarino, Centrál Színház – R: Puskás Tamás
- 2008. New York-i komédiák: Barbara, Centrál Színház – R: Puskás Tamás
- 2008. Furcsa pár (női változat): Sylvie, Centrál Színház – R: Puskás Tamás
- 2009. Avenue Q – A mi utcánk: Kate Mumus, Lucy a Vamp, Centrál Színház – R: Harangi Mária
- 2009. Spamalot avagy a Gyalog Galopp: A Tó Úrnője, Madách Színház – R: Szirtes Tamás
- 2009. Kabaré: Sally Bowles, Székesfehérvári Vörösmarty Színház – R: Szűcs Gábor
- 2010. Tizenegy perc: Nyah, Thália Színház – R: Szikora János
- 2010. Jézus Krisztus szupersztár: Mária Magdolna, Madách Színház – R: Szirtes Tamás
- 2011. Kapj el: Sonia Walsk , Békéscsabai Jókai Színház – R: Seregi Zoltán
- 2011. Egy nyári éj mosolya: Petra , Centrál Színház – R: Trevor Nunn
- 2013. Best of Webber, MÜPA – R: Szirtes Tamás
- 2013. Night and day: Linda Porter , Orfeum : R: Farkas Gábor Gábriel
- 2013. Recirquel, cirkusz az éjszakában, MÜPA – R: Vági Bence
- 2013. Édes fiaim: Ann , József Attila Színház – R: Kerényi Imre
- 2013. Dögkeselyű (keresztmetszet) , Ágnes – Madách Színház – R: Harangi Mária
- 2013. Munkácsy, a festőfejedelem , Cecille – József Attila Színház : R: Tóth János
- 2014. Kézről kézre, Sophie – Madách Színház – R: Réthly Attila
- 2014. Mamma mia!: Rosie – Madách Színház – R: Szirtes Tamás
- 2015/2025 A nyomorultakː Thénardierné – Madách Színház – Rː Szirtes Tamás
- 2017. Ájlávjú – Centrál Színház, Rː Harangi Mária
- 2017. We will rock you: Killer Queen – PS Produkció, R: Cornelius Baltus
- 2018. Rocksuliː Patty di Marco – Madách Színház – Rː Szirtes Tamás
- 2018. Hatalmas Aphrodité – Madách Színház – Rː Valló Péter

## Filmes és televíziós szerepei
- 2005. Csak szex és más semmi (András felesége)
- 2009. Szuperbojz (Pincérnő)
- 2010. Így, ahogy vagytok
- 2010. Zimmer Feri 2. (Vermesné)
- 2010. Marriage (r: Török Áron)
- 2011. Strike back / Válaszcsapás
- 2012. Marslakók (Zamárdi Judit)
- 2012. Magic Boys
- 2013. Nem vén picsák
- 2015. Kossuthkifli (Ádler írnok özvegye)
- 2019. Jófiúk (Dániel élettársa)
- 2021–2022. Keresztanyu (Bárányné Timike/Gertrúd)
- 2023–2024. Drága örökösök – A visszatérés (Kaszó Kitty)

## Szinkronszerepei
| Film                          | Karakter           | Színész       |
| ----------------------------- | ------------------ | ------------- |
| Nézd a tengert!               | Tatiana            | Marina de Van |
| Pokémon: Az első film         | Neesha             |               |
| Dínó                          | További magyarhang |               |
| Eszeveszett birodalom         | További magyarhang |               |
| Hangyák a gatyában            | További magyarhang |               |
| Mi kell a nőnek?              | További magyarhang |               |
| Timecode                      | Victoria Cohen     | Viveka Davis  |
| Bridget Jones naplója         | Woney              |               |
| Susi és Tekergő 2             | Rubint             |               |
| A kismenő                     | További magyarhang |               |
| Oviapu                        | Angol tanár        |               |
| S.W.A.T.: Különleges kommandó | További magyarhang |               |
| 40 éves szűz                  | További magyarhang |               |
| Gagyi Mami 2.                 | Sherri barátnője   |               |
| Marie Antoniette              | Victorie           | Molly Shannon |
| Égszakadás                    | További magyarhang |               |
| Barbie, a Sziget hercegnője   | Királynő           |               |
| Vad vágyak 2.                 | További magyarhang |               |
| Családom és egyéb állatfajták | További magyarhang |               |
| Tök állat                     | További magyarhang |               |
| Mindenképpen talán            | Alice              |               |
| A másik én                    | További magyarhang |               |
| Doktor Szöszi                 | Vivian Kensington  | Selma Blair   |
| Hannibál                      | Reba               |               |

| Sorozat                           | Karakter        | Színész      |
| --------------------------------- | --------------- | ------------ |
| Századvég (olasz bűnügyi sorozat) | Silvia          |              |
| Pörög az élet!                    | Miki Mavros     | Zoe Ventoura |
| A szultána                        | Handan szultána |              |
| Obi-Wan Kenobi                    | Tala            | Indira Varma |

## Családja
Nagyapja Balogh Ambrus olimpiai bronzérmes (1952) sportlövő.

## Videói
- Meghalni oly morbid (Vámpírok Bálja). YouTube
- Ellen dala (Miss Saigon). YouTube
- I Can't Do it Alone - Velma Kelly szerepében (Chicago). YouTube
- Roxie szerepében (Chicago). YouTube
- Mein Herr (Kabaré). YouTube
- Always A Bridesmaid (Ájlávjú). YouTube
- The Diva's Lament (Spamalot avagy a Gyalog Galopp). YouTube
- Lucy dala (Avenue Q). YouTube
- Nagyon más, Életcél (Avenue Q). YouTube

## Videós interjúk
- MTV Teadélután műsorában. YouTube
- Interjú Balogh Annával és Egyházi Gézával a Vámpírok Bálja kapcsán. YouTube
- Interjú a Duna Tv-n az Ájlávjú...de jó vagy, légy más! darab kapcsán. YouTube
- Interjú Balogh Annával és Gallusz Nikivel az RTL Klub Reggeli műsorában a Jézus Krisztus szupersztár kapcsán. YouTube
- Interjú az ATV-ben az Avenue Q-ról. YouTube

## Cikkek
- Jaj, annyira jó embernek lenni!-interjú Balogh Annával a Népszabadságban
- Egy rendhagyó interjú lélekről, érzésekről Archiválva 2020. október 4-i dátummal a Wayback Machine-ben
- Műfaji korlátok nélkül
- Totál brutál A mi utcánk – Avenue Q Est Tv magazin-Riport Balogh Annával
- Balogh Anna soha nem felejti el Tatát